# 사이온지 기시
사이온지 키시/사치코(일본어: 西園寺 禧子 さいおんじ きし/さちこ[*])는 제 96대 천황 고다이고 천황의 황후(중궁)이자 훗날의 황태후이다. 공식 이름은 후지와라노 키시/사치코(藤原 禧子)이다. 여원호는 처음에는 지묘인토(持明院統, 후의 북조)로부터 레이세이몬인(礼成門院)으로 칭해지지만, 후에 그 칭호는 폐지되고, 붕어 후, 같은 날에 겐무 정권 (후의 남조)에서 고쿄고쿠인(後京極院)의 원호를 추증받았다. 자녀로는, 이세 신궁 제궁 고곤 천황비의 칸시/요시코 내친왕 (宣政門院, 센세이몬인)이 있다.
확인 된 생년은 불명이지만, 아명은 "사이코쿠(さいこく)"라 불렸으며, 가겐 3년 (1305년)경에는 이복 언니이자, 카메야마인 (고다이고의 할아버지)의 총애받는 히메인 쇼쿤몬인 에이시/에이코에게 출사한 것으로 보인다. 쇼와 2년 (1313년) 가을 (7 - 9월) 경에 황태자 타카하루 친왕 (훗날의 고다이고 천황)가 몰래 데려가서 정을 통했고, 이듬해 정월에 들켜, 기정사실혼으로 황태자비가 된다. 이는 기본적인 연애결혼으로 보이며, 부부의 열애는 여러 자료에 나타나 있다. 한편, 황태자로서의, 타카하루의 구혼에는 정치적 이유도 있다고 여겨진다. 첫째로는, 대대로 간토모우시츠기 (조정과 가마쿠라 막부의 절충역)를 맡고 있는 유력 공가인 사이온지가의 딸과의 사이에서 자식을 얻어, 조카인 쿠니요시 친왕 계통에 대해, 자신의 황통 존속을 공고히 하는 것, 둘째로는 간토모우시츠기의 권력을 통해 막부와의 관계 강화를 꾀하였을 것 등이 추측되고 있다. 『증경(増鏡)』에 의하면, 타카하루는 심정적으로도 키시(사치코)를 은애하고, 게다가 해마다 애정이 깊어져 갔다고 한다.
타카하루가 고다이고 천황으로 즉위한 이듬해인, 겐오 원년 8월 7일 (1319년 9월 21일)에 중궁에 책립되어, 그 시기에 칙찬가인이 된다. 황자ㆍ황녀를 얻지 못한 부부는 가랴쿠 원년 (1326년)경부터 자주 순산기도를 했지만, 때로는 천황인 고다이고 자신이 키시(사치코)를 위해 기도를 드렸다. 겐토쿠 2년 (1330년)의 고다이고는 심복의 승려 몬칸보우코우신에게 의뢰해 키시(사치코)에게 진언종 최고의 신성한 관정 (수위의 의식)인 유기관정을 자신과 함께 받게 했다. 고다이고가 법복을 입은 초상화 『견본저색고다이고천황어상』은 이때의 모습을 그린 것이다. 그리하여 키시(사치코)는 속계(俗界)와 성계(聖界) 양쪽에서 동시에 일본의 정점에 섰지만, 이정도의 총우와 지위를 천황으로부터 받은 여성은 선례가 없다. 그러나, 끝끝내 친자를 얻지 못하고, 겐코의 난 (1331년 - 1333년) 때 앓은 병으로 인해, 겐무 신정 개시 직후인 겐코 3년 10월 12일 (1333년 11월 19일)에 사망했다. 고다이고의 탄식은 깊었고, 임제종 고승 무소 소세키를 궁중에 두고 공양을 지내게 하였다.
가인으로는 『속천재와카집』 등의 4개 칙찬와카집에 총 14수, 준칙와카집 『신엽와카집』에 1수가 들어있으며, 그 숫자는 역대 황후 중에서도 상위에 꼽힌다. 또, 키시(사치코)의 미모를 고다이고는 종종 '달그림자(月影) (옛말로 달빛(月の光))'에 비유하고 있다. 행동적이며 정열적인 일화가 많으며, 예를 들어, 궁중의 사콘노사쿠라의 가지를 부하에게 부러뜨리게하는 금기를 범하여, 일부러 고다이고에게 자신을 사로잡게 한 우타 등이 남아있다. 부부간의 화목함은 동시대부터 소재로 여겨졌다. 예를 들어 역사이야기 『증경』 (14세기 중반)의 권 제13 「秋のみ山」의 권명은 「가을의 깊은 산(秋の深山)」 (사이온지가 키타야마 저택, 훗날의 킨카쿠지)의 「가을의 궁(秋の宮)」 (중궁), 즉, 키시(사치코)를 가리키며 키시(사치코)를 찬양하는 에이후쿠몬인 쇼시 (키시(사치코)의 큰언니)와 고다이고의 와카에서 따왔다. 『증경』 권 제16 「쿠메노사라야마(久米のさら山)」에서는, 겐코의 난 전반전에 패배해 의기소침해있는 남편에게 비파를 전해, 부부가 함께 자신있어하는 와카를 서로 선물하는 모습이 그러졌다. 「츠레즈레구사」에서는 황후이면서도 유직고실 (고대 조정의 예)에 개의치 않는 자유스러움이 넘치는 성격이 기록되어 있다.
군기이야기 『태평기』 (1370년경 완성)에서는 고다이고의 측실 아노 렌시(카도코)가 논다니의 악겨로 설정된 여파를 바당, 자신의 죠로 (상급 여관)이었던 렌시(카도코)에게 총애를 빼앗겨, 고다이고로부터 혐오를 받은 불우의 황후라고 그려졌다. 남편 고다이고 또한 키시(사치코)의 순산기도를 가장하여, 막부 조복기도를 하는 냉혹한 인물로 여겨졌다. 그러나, 이들 『태평기』의 기술은 여러 점에서 다른 자료와 모순된다. 특히, 순산기도가 막부조복의 위장이었다는 『태평기』설은 2000년대 초반까지 널리 믿어졌으나, 2010년대 후반 시점에서 일본사ㆍ불교학ㆍ일본문학의 각 분야 연구자들로부터 부정적 견해가 제출되고 있다.

## 인물ㆍ일화

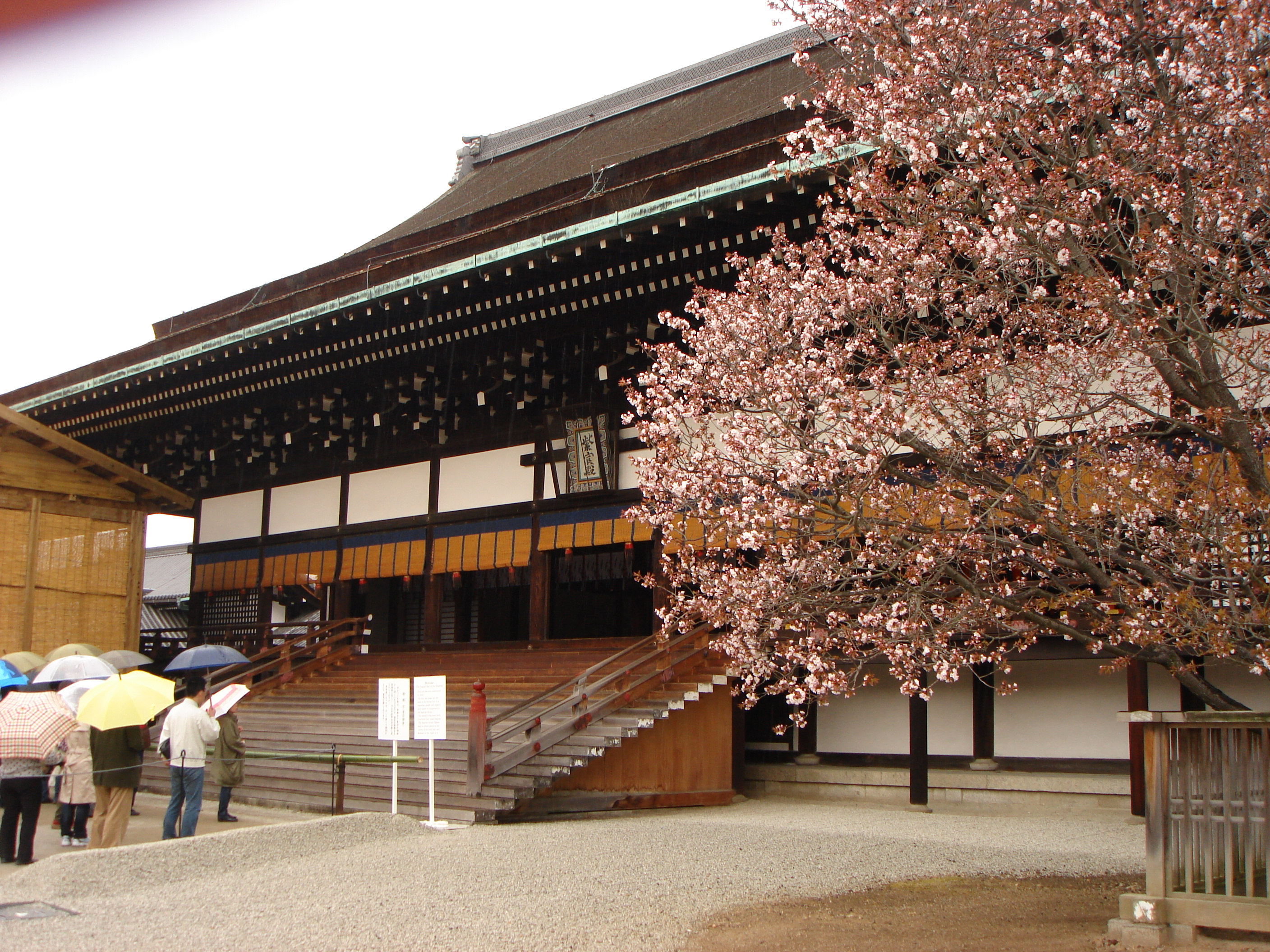
교토 시시덴 사콘노사쿠라.
어느 날, 키시(사치코)는 낮부터 고다이고와 격렬한 만남을 거듭하고 싶어졌다. 그래서 금기를 어기고, 사콘노사쿠라의 가지를 부하에게 꺾는 장난을 쳐서 일부러 고다이고에게 자신을 사로잡게 하고, 봄의 우타를 불렀다 (『신천재와카집』 춘하 116 및 117).

### 성격ㆍ교양
사이온지 키시(사치코)는 지성, 교양, 미모, 혈통을 모두 갖춘 사람이었고, 게다가 기성 개념에 얽매이지 않는 대담하고 행동적이며 정열적인 인물이었다.
키시(사치코)는 속어적으로 말하자면, 세계가 자신을 중심으로 돌고있다고 확신하는 공주형 성격이었다고 볼 수 있다. 남편 고다이고 천황을 낮부터 만나기 위해서, 궁중의 벚꽃 가지를 꺾는 금기를 범하거나 (후술), 조정의 의례를 무시하고 제멋대로 음식을 구입하는 등 (당시 신앙에서는 조정 의례를 어기면 천재지변이 일어난다고 알려져 있었다). 종종 파격적인 행동을 했다. 원래 가마쿠라 시대의 사이온지가 적류의 딸은 외척 정치에 의해 적자인 천황ㆍ상황에게 정비(正妃)격으로 시집가는 혈통이며 (큰언니 사이온지 쇼시 (에이후쿠몬인)은 고후시미 천황의 중궁, 둘째언니 쇼쿤몬인은 카메야마 상황의 애첩), 천황이라고는 해도 적류가 아닌 고다이고보다 마음가짐이 높았다고 생각된다. 또, 그 마음가짐에 걸맞은 미모에 대해서, 고다이고는 자주 달그림자 (달빛의 옛말)에 비유해, 예찬하였다 (『속천재와카집』 추하 459, 『신엽와카집』 잡하 1295).
고다이고 또한 키시(사치코)에게 휘둘리는 것을 좋아하여, 천황의 정비라는 지위를 생각해도 남다른 총애로 키시(사치코)에게 헌신하고 있었다. 예를 들어, 부부는 자주 와카를 주고받으며, 증답가는 3쌍이, 칙찬ㆍ준칙와카집에 들어가있다. 고다이고는 제왕의 악기로 여겨지는 비파의 명수이지만, 키시(사치코)의 와카 (『신천재와카집』 잡중 1895)를 보면, 종종 키시(사치코)를 위해서만 연주한 적이 있었던 것 같다. 또한, 비가 출산할 때 행해지는 어산 기도는 막대한 비용이 드는 것이지만, 고다이고는 황태자 시절부터 많은 돈을 들여 천황의 중궁이나, 상황의 뇨고에 필적하는 규모로 기도를 행하게 하였다 (「어산어기목록」). 가마쿠라 시대 후기의 1회 출산에 대한 평균 기도 횟수는, 고다이고에서 키시(사치코)에게 33.3회, 고후시미가 24.2회, 고후카쿠사가 23회, 카메야마가 20.3회로, 다른 천황들을 크게 따돌렸고, 더욱이 아쟈리 (사승) 자격을 갖춘 고다이고 사진도 기도를 드렸다 (#어산 기도). 이 밖에 진언종 최고의 신성한 의식인 "유기관정"을 받게 하거나 (#유기관정), 조정 여성에게 사실상 최고의 지위인 황태후궁에 세우는 등, 가능한 모든 최고의 자리에 키시(사치코)를 앉혔다. 키시(사치코) 사망 후에도, 여원호 (고쿄고쿠인(後京極院))의 사망 당일 추증이라는 선례가 거의 없었던 영예로 추모했다.
그러면서도, 키시(사치코)는 역대 황후 중에서도 최고의 지성과 교양을 지닌 한 사람이었다. 당시의 정통 문예는 와카이지만, 고다이고와의 교제에서 사망까지의 20년간 키시(사치코)가 지은 와카 중, 칙찬 와카집에 14수, 주칙찬에 1수가 들어가 있다. 1년에 0.75수의 수가가 있었던 셈이다. 일본 역사에서 현명한 황후로 자주 꼽히는 황후로는 이치조 조정의 세이쇼나곤을 거느린 후지와라노 데이시(사다코)나 무라사키 시키부, 이즈미 시키부 등을 거느린 후지와라노 쇼시(아키코) 등이 있다. 그러나, 칙찬집 입집이라는 점에서 보면 데이시(사다코)는 입내에서 사망까지의 10년간 7수, 즉 1년에 0.7수, 쇼시(아키코)는 75년간 28수, 즉 1년에 0.37수이다. 와카의 실력으로 볼 때, 키시(사치코)는 데이시(사다코)와 쇼시(아키코)에게 손색이 없거나, 그 이상의 재주를 가진 황후였다는 이야기가 된다.
마찬가지로, 그 교양은 동시대의 고위 관료 여성을 능가했다. 중궁의 부하 중에서도 1,2를 다투는 지위의 심복인 중궁 센지에는 실무면에서 유능하고, 와카에도 능숙한 여성이 선택되는 것이 통례이다. 사실 키시(사치코)의 센지에도 니죠파 종가 출신의 칙찬가인 니죠 토우시(후지코)가 보임되었다. 그러나 토우시(후지코)는 키시(사치코)보다 더 길게 살았으나, 칙찬집 입집은 총 8수로, 그것의 2배 가까운 수가를 가진 키시(사치코)는 가도가의 여성을 넘어설 정도의 학재 및 가재를 익혔음을 알 수 있다.

## 가신

### 중궁직
이하, 중무성에 배속되어, 중궁에서 사무직을 맡았던 중궁직 직원이다.
- 중궁다이부 (大夫) (1319년 - 1324년) : 사이온지 사네히라 (1264년 - 1315년) - 키시(사치코)의 연상의 조카
- 중궁다이부 (1324년 - 1327년) : 카잔인 모로카타 (문정공(文貞公), 1301년 - 1332년)
- 중궁다이부 (1328년 - 1333년) : 산죠 사네타다 (1304년 - 1347년)
- 중궁곤다이부 (権大夫) (1319년 - 1324년) : 카잔인 모로카타
- 중궁곤다이부 (1326년 - 1333년) : 토쿠다이지 킨키요 (1312년 - 1360년) - 『태평기』에서는 고다이고 제1황자 타카요시 친왕과 미쿠시게도노의 연애전설에 킨키요를 모델로 한 것으로 보이는 인물이 등장.

겐코 3년 (1333년)의 겐무 정권에 단기간에 놓인 황태후궁직에서는 산죠 사네타다와 토쿠다이지 킨키요가 연임했다.

### 미야노뇨보(宮の女房)
천황을 섬기는 "우에노뇨보(上の女房)"에 대해, 정비인 중궁을 섬기는 여관은 "미야노뇨보(宮の女房)"라고 부르며, 중궁 센지, 중궁 미쿠시게도노, 중궁 나이시 등 3역이 최고 간부이다. 이들 3역은 형식상 조정에서 보임받는 정식 관직이지만, 실체는 중궁 친정들의 사적 뇨보로, 입후 전부터 중궁 개인의 측근이었던 부하 중 3명의 심복이 특별히 발탁된 것이다.
- 중궁 센지 : 니죠 토우시/후지코 (1300년대 이전 - 1351년)
  - 근세까지 가단을 지배한 니죠파 당주의 니죠 타메사다의 동생으로, 니죠파의 가인. 또한, 고다이고 천황의 측실이기도 하여, 카네요시 친왕 (일본국왕 료카이)를 낳았다.
  - 중궁 센지는 "미야노뇨보"의 얼굴로, 다른 부서와의 섭외역과, 중궁의 비상사태 때, 대리 총지휘 등 높은 직책을 가졌다. 와카에도 뛰어나, 주군을 대신해 읊는 것도 소화하는 경우가 많다. 3역 중 가장 중궁에 대한 충성도가 높은 인물인 경우가 대부분이다. 본래 "미야노뇨보"의 필두이지만, 11세기 말, 당시 중궁 미쿠시게도노가 서열 1위로 올라서면서, 중궁 센지는 2위로 떨어졌다고 한다. 가마쿠라 시대 후기의 서열은 불명확하다.
  - 키시(사치코)의 세 심복 중 최대 (혹은 2위)이겠지만, 세명 중 유일하게 군기이야기 『태평기』에 등장하지 않는다.
- 중궁 미쿠시게도노 : 미쿠시게도노 (? - 1331년 이전)
  - 우대신 사이온지 킨아키의 5녀로, 키시(사치코)의 조카이다. 또, 고다이고 천황의 제1황자 타카요시 친왕의 아내로, 아들 한명을 낳았다.
  - 미쿠시게도노는 재봉 등을 관장하는 부서 및 그 별당(장관)을 말한다. 특히, 중궁에 놓이는 중궁 미쿠시게도노는 실무면에서 "미야노뇨보"라 통솔하는 경우가 많다.
  - 『태평기』에서는, 타카요시 친왕과의 연애전설이 쓰여있다.
- 중궁 나이시 : 아노 렌시/카도코 (1301년 - 1359년)
  - 공경 아노 사네카도의 친동생으로, 유직고실의 대가인 토인 킨카타의 양녀. 고다이고 천황의 측실이기도 하고, 쇼시/사치코 내친왕 (마지막 이세 신궁 제궁)과 고무라카미 천황 등 5명의 자녀를 낳았다. 관료ㆍ정치인으로서 높은 수완을 가지고 있으며, 거의 죽기 전에, 신타이켄몬인(新待賢門院)의 여원호를 받은 쇼헤이 6년/간노 2년 (1352년) 이후, 3년 정도는 "신타이켄몬인 영지(新待賢門院令旨)"를 발행하여, 남조 국정에 겉에서부터 직접 관여할 정도였다.
  - 중궁 나이시는 미야노뇨보의 서열 3위로, 주청(奏請), 선전(宣伝, 명령의 중개)과 궁중 예식 잡무 등을 총괄한다.
  - 『태평기』에서는 고다이고의 총애를 주군 키시(사치코)로부터 빼앗거나, 아첨으로 정적을 배제하려는 등, 경국의 악녀로 묘사되어, 작중에서 가장 존재감 있는 여성으로 묘사되었다. 그러나 사악한 인물이라고 하는 것은 사실이 아니고, 겐에 등에 의한 『태평기』 원본에서의 개찬이라는 설도 있다.

위와 같이, 간부 전원이 고다이고 천황 혹은 그 황자와 관계를 가지고 있다. 보통, 천황은 자신에게 직속하는 우에노뇨보의 간부인 텐지나 나이시노죠를 측실로 하는 경우가 많은데, 왜 고다이고가 자신의 부하가 아닌, 키시(사치코)의 부하인 '미야노뇨보'의 간부를 측실로 삼았는지는 불분명하다. 다만 실재가 확실한 황자녀의 생년을 보는 한, 황태자 시절 키시(사치코)와 만난 후, 즉위까지는 키시(사치코)이외의 측실을 두지 않았고, 즉위 후에도 키시(사치코) 사망까지는 위에 서술한 토우시와 렌시 두사람 이외의 측실을 갖지 않았던 것으로 보인다 (고다이고 천황#가계도). 고다이고는 측실을 선택하는 방식은 기이하지만, 측실의 수로 따지면, 당시의 천황으로써는 적은 편이다. 덧붙여, 고다이고는 측실이라고 해서 업신여긴 것은 아니며, 늦어도 겐토쿠 3년 (1331년)의 겐코의 난 개시까지는 토우시와 렌시에게 종3위, 즉 정식 후비로, 뇨고 (중궁의 다음 직위의 황후)에 상당하는 극진한 지위를 주었다.